# Campeones Cup 2019
La Campeones Cup 2019 fue la segunda edición de la Campeones Cup. Esta edición fue disputada por el campeón de la Major League Soccer 2018: Atlanta United y el ganador del Campeón de Campeones 2018-19: Club América.
Atlanta United venció 3-2 a América y se consagró campeón de la Campeones Cup, ganando el primer título para Estados Unidos.

## Partido

### Atlanta United-América
| 14 de agosto de 2019                            | Atlanta United                                 | 3:2 (1:1) | América                      | Mercedes-Benz Stadium, Atlanta                           |                                                          |
|                                                 | Hyndman 5' · Larentowicz 59' · J. Martínez 65' | Reporte   | Ibarra 13' · R. Martínez 57' | Asistencia: 40 128 espectadores Árbitro(s): Joel Aguilar | Asistencia: 40 128 espectadores Árbitro(s): Joel Aguilar |
| Atlanta Campeón de la Campeones Cup 2019 (3:2). |                                                |           |                              |                                                          |                                                          |

|                                                 |
| Campeón de la Campeones Cup 2019 Atlanta United |
| 1° Título                                       |